# Paterson, New Jersey
Paterson är en stad i Passaic County i delstaten New Jersey i USA, i nordvästra delen av New Yorks storstadsregion. Invånarantalet i Paterson var 146 199 vid 2010 års folkräkning. Paterson är administrativ huvudort (county seat) i Passaic County och dess största stad. Staden är känd som "Silk City" ("silkesstaden") på grund av silkesindustrin där under senare delen av 1800-talet.

## Historia
Området befolkades av algonkintalande ursprungsamerikaner från Acquackanockstammen inom Lenapefolket vid tiden för de första europeiska nybyggarnas ankomst, och området kallades Lenapehoking. Området koloniserades först av nederländska nybyggare som del av Nya Nederländerna och erövrades därefter av England, där det blev del av provinsen New Jersey.
Alexander Hamilton, USA:s första finansminister, var en av grundarna till Society for the Establishment of Useful Manufactures (S.U.M.), en rörelse som syftade till att etablera en självständig amerikansk industri och bryta med beroendet av brittiska fabriker. Paterson grundades av S.U.M. i början av 1790-talet, i samband med att man började exploatera vattenkraften i Passaic River vid Great Falls, och blev ett centrum för USA:s tidiga industriella utveckling. Staden uppkallades efter politikern William Paterson, en av undertecknarna av USA:s konstitution och New Jerseys dåvarande guvernör.
Stadsplaneraren Pierre Charles L'Enfant (1754-1825), som tidigare ritat den första stadsplanen för Washington, D.C., ritade den första planen för Paterson och föreslog en kanal genom klipporna och en akvedukt för att utnyttja vattnet från Great Falls till industrierna. L'Enfants planer blev dock kostsamma och försenade, och S.U.M. valde istället att slutföra projektet enligt en enklare plan av Peter Colt. Sedermera realiserades dock L'Enfants ursprungliga plan under mitten av 1800-talet.
Paterson grundades som kommun (township) 1831 och bröts då ut från Acquackanonk Township, då området fortfarande var del av Essex County. När Passaic County grundades 1837 blev Paterson del av det nya countyt. Genom en folkomröstning 14 april 1851 kom orten att bli stad, och administreras sedan 1861 som en city under New Jerseys kommunallagar.
Fram till början av 1900-talet var vattenkraften från Great Falls den huvudsakliga energikällan för ortens industrier, och drev fram utvecklingen av en industristad vid fallen. Ursprungligen dominerades staden av textilindustri, och senare kom även tillverkning av handeldvapen, siden och lokomotiv att etableras i staden. Under en blomstringsperiod i slutet av 1800-talet blev sidentillverkningen stadens dominerande industri, vilket är ursprunget till smeknamnet "Silk City". 
1835 grundade Samuel Colt en vapenfabrik i Paterson, men flyttade redan efter några år tillverkningen till Hartford, Connecticut. I staden utförde även uppfinnaren John Philip Holland tidiga experiment med undervattensfarkoster. Två av hans tidiga farkoster, varav den ena bärgats från botten av Passaic River, finns utställda i Patersons museum.
Stadens industrier kom tidigt att dra till sig många immigranter, bland annat många textilarbetare från Neapel och södra Italien. 1913 genomförde arbetarna i sidenindustrin en längre strejk för åttatimmarsdag och förbättrade arbetsförhållanden, men strejken slogs slutligen ner av arbetsgivarna. Under följande år kom stora delar av sidenindustrin att flyttas till den amerikanska södern och utomlands.
1932 öppnades stadens historiska idrottsarena, Hinchliffe Stadium. Här uppträdde bland annat komikerna Abbott och Costello före boxningsmatcher; Lou Costello var själv född i Paterson. Arenan är idag stängd.
Under andra världskriget tillverkades flygplansmotorer i Paterson, men efterkrigstidens nedgång inom industrin har lett till att staden sedan slutet av 1960-talet har haft problem med hög arbetslöshet och "white flight", utflyttning av vit medelklass.
Medan många större affärskedjor flyttat från Paterson till angränsande rikare städer, i takt med att shoppingmönstren i regionen förändrats, har staden fortfarande ett stort antal mindre butiker och småföretag som utgör en växande andel av stadens näringsliv.
Ett antal av kaparna under 11 september-attackerna i USA 2001 var bosatta i en lägenhet i Paterson under det halvår som föregick attackerna. 
Staden drabbades hårt av översvämningar i Passaic River i samband med orkanen Irene 2011, då vattennivåerna var de högsta på 100 år. Tusentals invånare tvingades evakuera sina bostäder och flera broar över floden stängdes. President Barack Obama klassade i samband med översvämningarna staden som katastrofområde.

## Demografi
Paterson har sedan stadens industriella expansion i slutet av 1800-talet och början av 1900-talet en stor inflyttad befolkning, och är fortfarande en av USA:s mest mångkulturella städer. I samband med den stora migrationen av afroamerikaner norrut under 1800-talet kom staden att få en stor afroamerikansk befolkning, men under 2000-talet har afroamerikaner främst flyttat i andra riktningen från New Jersey till den amerikanska södern. Vid 2010 års folkräkning uppgav sig 57,63 procent av befolkningen vara av latinamerikansk härkomst, främst från Puerto Rico, Dominikanska republiken, Peru, Colombia och Mexiko. Staden kallas ibland för "Little Istanbul" eller "Little Ramallah" på grund av de stora turkiska, palestinska och syriska minoriteterna, och omkring 25 000 till 30 000 invånare uppskattas vara muslimer; staden har den största turkisk-amerikanska befolkningen i USA och den näst största arabisk-amerikanska. Stadens bangladeshisk-amerikanska befolkning är idag snabbt växande och uppskattas till omkring 15 000 personer.

## Kommunikationer
Den federala motorvägen Interstate 80 passerar genom staden, liksom den federala landsvägen U.S. Route 46. Delstatsmotorvägen Garden State Parkway går också genom staden, samt delstatsvägarna 4, 19 och 20.
New Jersey Transit har en station på sin Main Line i Paterson, med pendeltågsförbindelse mot Hobokenterminalen i Hoboken och vidare mot New York, samt i andra riktningen mot Suffern, New York. Från staden finns även bussförbindelser mot Manhattan, Newark och andra större orter i regionen.

## Kända invånare
- Nelson Algren, författare.
- Lawrence Barrett, skådespelare.
- Rubin "Hurricane" Carter, boxare, född i Clifton och växte upp i Paterson.
- Lou Costello, komiker och del av duon Abbott och Costello.
- Allen Ginsberg, poet, född i Newark och uppväxt i Paterson.
- Garret Hobart, USA:s 24:e vicepresident, under stora delar av livet bosatt i Paterson.
- Michael Jace, skådespelare.